# Államok vezetőinek listája 67-ben
Ezen az oldalon az i. sz. 67-ben fennálló államok vezetőinek névsora olvasható földrészek, majd országok szerinti bontásban. 

## Európa
- Boszporoszi Királyság
  - Király: I. Kotüsz (45/46–68/69)

- Dák Királyság
  - Király: Scorilo (30–70)

- Római Birodalom
  - Császár: Nero (54–68)  
    - Consul: Lucius Iulius Rufus
    - Consul: Fonteius Capito
    - Consul suffectus: Lucius Aurelius Priscus
    - Consul suffectus: Appius Annius Gallus

  - Britannia provincia
    - Legatus: Marcus Trebellius Maximus (63–69)

## Ázsia
- Armenia
  - Király: I. Tiridatész (61–75)

- Atropaténé
  - Király: Pakórosz (51-70 után)

- Elümaisz
  - Király: II. Oródész (50-70)

- Hsziungnuk
  - Sanjü: Huhszie Sicsu Huti (63-85)

- Ibériai Királyság
  - Király: I. Mithridatész (58–106)

- India
  - Anuradhapura
    - Király: Vaszabha (67–111)

  - Indo-pártus Királyság
    - Király: Szatavasztrész (65–70)

- Japán
  - Császár: Szuinin (i. e. 29–70)

- Kína (Han-dinasztia)
  - Császár: Han Ming-ti (57–75)

- Kommagéné
  - Király: IV. Antiokhosz (38–72)

- Korea
  - Pekcse
    - Király: Taru (29–77)

  - Kogurjo
    - Király: Thedzso (53–146)

  - Silla
    - Király: Thalhe (57–80)

  - Kaja államszövetség
    - Király: Szuro (42–199?)

- Kusán Birodalom
  - Király: Kudzsula Kadphiszész (30-80)

- Nabateus Királyság
  - Király: II. Malikhosz (40–70)

- Oszroéné
  - Király: VI. Mánu (57–71)

- Pártus Birodalom
  - Nagykirály: I. Vologaészész (51–76/80)

- Római Birodalom
  - Iudaea 
    - Király: II. Heródes Agrippa (50–70)
    - Procurator: Marcus Antonius Julianus (66–70)
    - Főpap: Phanniász ben Sámuel (67-70)

  - Syria provincia
    - Praefectus: Caius Cestius Gallus (63–67)
    - Praefectus: Caius Licinius Mucianus (67–69)

## Afrika
- Kusita Királyság
  - Kusita uralkodók listája

## Fordítás
Ez a szócikk részben vagy egészben  a   Liste der Staatsoberhäupter 67 című német Wikipédia-szócikk ezen változatának fordításán alapul.  Az eredeti cikk szerkesztőit annak laptörténete sorolja fel. Ez a jelzés csupán a megfogalmazás eredetét és a szerzői jogokat jelzi, nem szolgál a cikkben szereplő információk forrásmegjelöléseként.